# Fusajiro Yamauchi
Fusajiro Yamauchi, född 22 november 1859 i Kyoto, död 1 januari 1940, var en japansk företagare. Han grundade företaget Nintendo år 1889 vars syfte var att tillverka spelkort, så kallade hanafuda. Fusajiros dotter Tei Yamauchi gifte sig med Sekiryo Kaneda (bytte senare efternamn till Yamauchi) som blev Nintendos andra vd, från 1929 till 1949. Företagets tredje vd, mellan 1949 och 2002, var Fusajiros barnbarn Hiroshi Yamauchi.